# Standardna svijeća
Standardna svijeća je tipizirani astronomski objekt poznatih svojstava koji se koristi za određivanje udaljenosti u Svemiru. Naziv "standardna svijeća" potekao je od činjenice da se za određivanje udaljenosti koristi razlika između stvarnog sjaja i prividnog sjaja. Razlika između prividnog i stvarnog sjaja zove se modul udaljenosti. Stvarnu udaljenost u parsecima iz razlike prividnog i stvarnog sjaja moguće je izračunati po sljedećoj formuli:
{\displaystyle 5\cdot \log _{10}{\frac {D}{\mathrm {kpc} }}\ =\ m\ -\ M\ -\ 10,}
gdje su:

M - stvaran sjaja

m - prividan sjaj
Određivanje udaljenosti pomoću standardnih svijeća je podložno greškama zbog apsorpcije svjetla od strane međuzvjezdane materije koja se nalazi između nas i promatranog objekta. Utjecaj međuzvjezdane materije na sjaj objekta se zove ekstinkcija i objekt čini crvenijim zbog čega se često za ovu pojavu koristi i naziv crvenjenje (eng: reddening).

### Primjeri standardnih svijeća
- Supernove Tip Ia - nastaju u dvojnim zvjezdanim sustavima kada bijeli patuljak od susjedne zvijezde ukrade dovoljno materije za pokretanje nekontrolirane nuklearne fuzije. Kako je za pokretanje fuzije potrebna točno određena masa rezultat toga je da je količina proizvedene energije tj. sjaja kod ovih supernova veoma slična. Njihova apsolutna magnituda iznosi oko M=-19.3, što je 5 milijardi puta veći od Sunca. Zahvaljujući svom velikom sjaju ovakve supernove je moguće uočiti na velikim udaljenostima i stoga su iznimno važne za određivanje udaljenosti drugih galaksija.

- Cefeide - ove divovske zvijezde mijenjaju svoj sjaj u pravilnim razmacima, a period promjene sjaja je povezan s njihovim stvarnim sjajem. Zahvaljujući poznavanju korelacije između perioda promjene i stvarnog sjaja, Cefeide je moguće koristiti kao pouzdane indikatore udaljenosti. Najsjajnije Cefeide imaju sjaj oko 100 tisuća puta veće od Sunca i iz tog razloga ih je moguće primijetiti u obližnjim galaksijama. Zahvaljujući teleskopu Hubble danas ih možemo promatrati do udaljenosti od 25 milijuna parseka. Za usporedbu, tip Ia supernove možemo uočiti na udaljenostima od nekoliko stotina milijuna parseka. Upravo zahvaljujući otkriću Cefeida u galaksiji Andromeda, Edwin Hubble je poudano odredio njenu udaljenost i potvrdio time teorije astronoma Hebera Curtisa i Ernsta Öpika koji su vjerovali kako je Andromeda zasebna galaksija.

- RR Lyrae - su pulsirajući crveni divovi koji mijenjaju svoj sjaj slično kao i Cefeide. Koriste se za određivanje udaljenosti obližnjih galaksija i kuglastih skupova.

- Nove - je eksplozija na površini bijelog patuljka koja nastaje u dvojnim zvjezdanim sustavima. Proces nastanka eksplozije je donekle sličan nastanku tip Ia supernove, ali u ovom slučaju se fuzijski proces događa na površini bijelog patuljka zbog nakupljenog vodika a ne zbog implozije. Promatranjem nova uočeno je kako sve nove oko 15 dana nakon maksimuma imaju sličan stvarni sjaj koji iznosi magnitudu -5.5. Pažljivim praćenjem promjena sjaja nove moguće je uočiti ovaj trenutak te iz razlike stvarog i prividnog sjaja dobiti modul udaljenosti.